# 自由ヶ丘駅
自由ヶ丘駅（じゆうがおかえき）は、愛知県名古屋市千種区自由ケ丘三丁目にある、名古屋市営地下鉄名城線の駅である。駅番号はM16。アクセントカラーは橙色。
計画時点での駅名は「千種台」であった。

## 歴史
当駅が建設される前には、駅ロータリーの場所に名古屋市立千種台中学校が存在した。現在は移転。

### 年表
- 2003年（平成15年）12月13日：開業[2]。
- 2011年（平成23年）2月11日：manacaの運用を開始する。
- 2020年（令和2年）
  - 11月16日：2番線で可動式ホーム柵使用開始[3]。
  - 11月23日：1番線で可動式ホーム柵使用開始[3]。

## 駅構造
相対式ホーム2面2線を有する地下駅である。

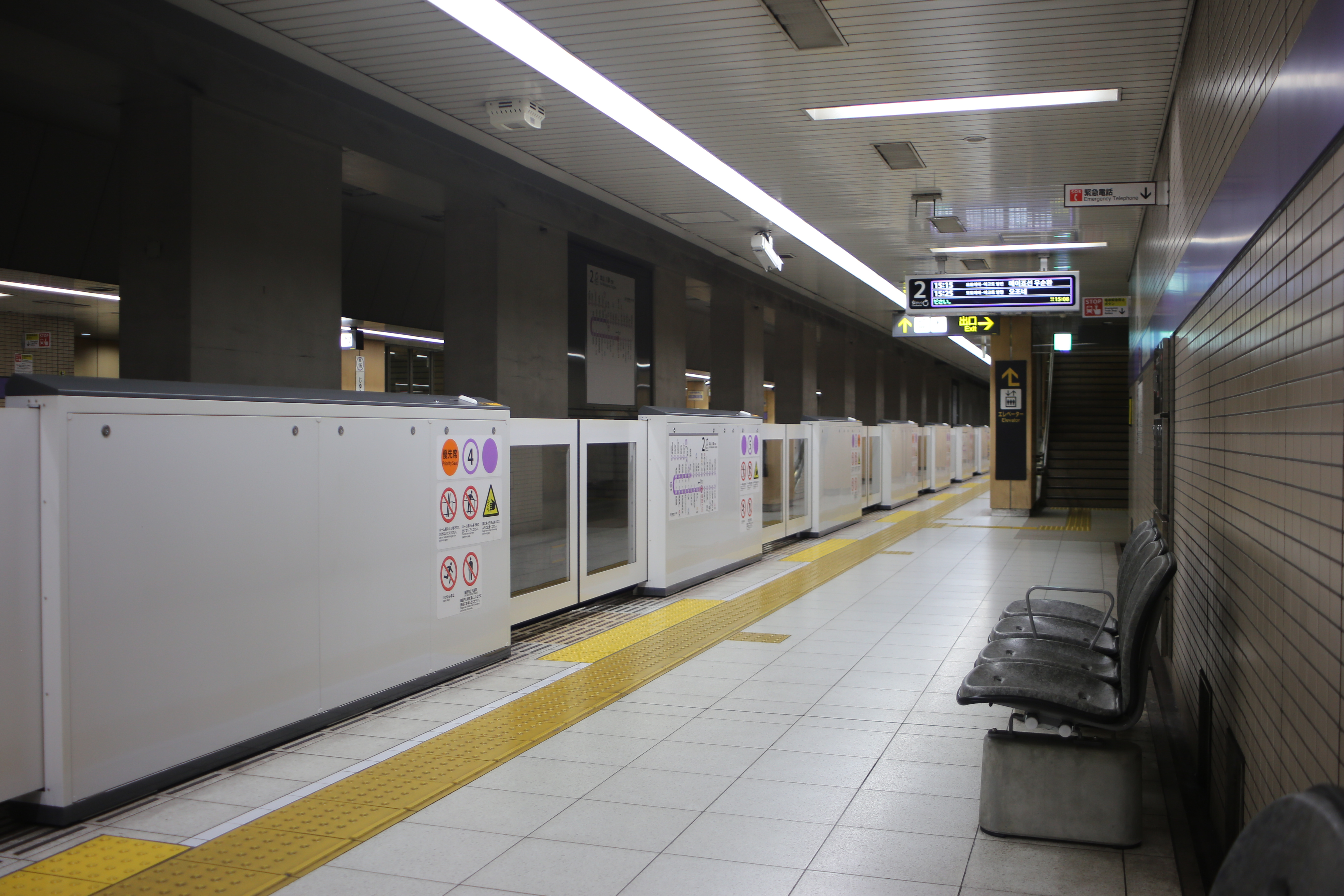
プラットホーム

当駅は、名城線北部駅務区栄管区駅が管轄している。
当駅は名称に「丘」の文字が入るとおり傾斜地の途中にあり、地下19メートルと、かなり深めに造られている。そのため、2か所の出入口からコンコースやホームへの階段やエスカレーターも長い。

### のりば
| ホーム | 路線   | 方向   | 行先           |
| ------ | ------ | ------ | -------------- |
| 1      | 名城線 | 左回り | 大曽根・栄方面 |
| 2      | 名城線 | 右回り | 本山・八事方面 |

## 利用状況
名古屋市統計年鑑によると、当駅の一日平均乗車人員は以下の通り推移している。利用客は年々増加している。
- 2004年度 - 4,317人
- 2005年度 - 5,112人
- 2006年度 - 5,562人
- 2007年度 - 5,693人
- 2008年度 - 5,932人
- 2009年度 - 6,065人
- 2010年度 - 6,711人
- 2011年度 - 6,396人
- 2012年度 - 6,600人
- 2013年度 - 6,825人
- 2014年度 - 6,799人
- 2015年度 - 6,899人
- 2016年度 - 6,974人
- 2017年度 - 7,004人
- 2018年度 - 6,944人
- 2019年度 - 6,735人

## 駅周辺

平和公園

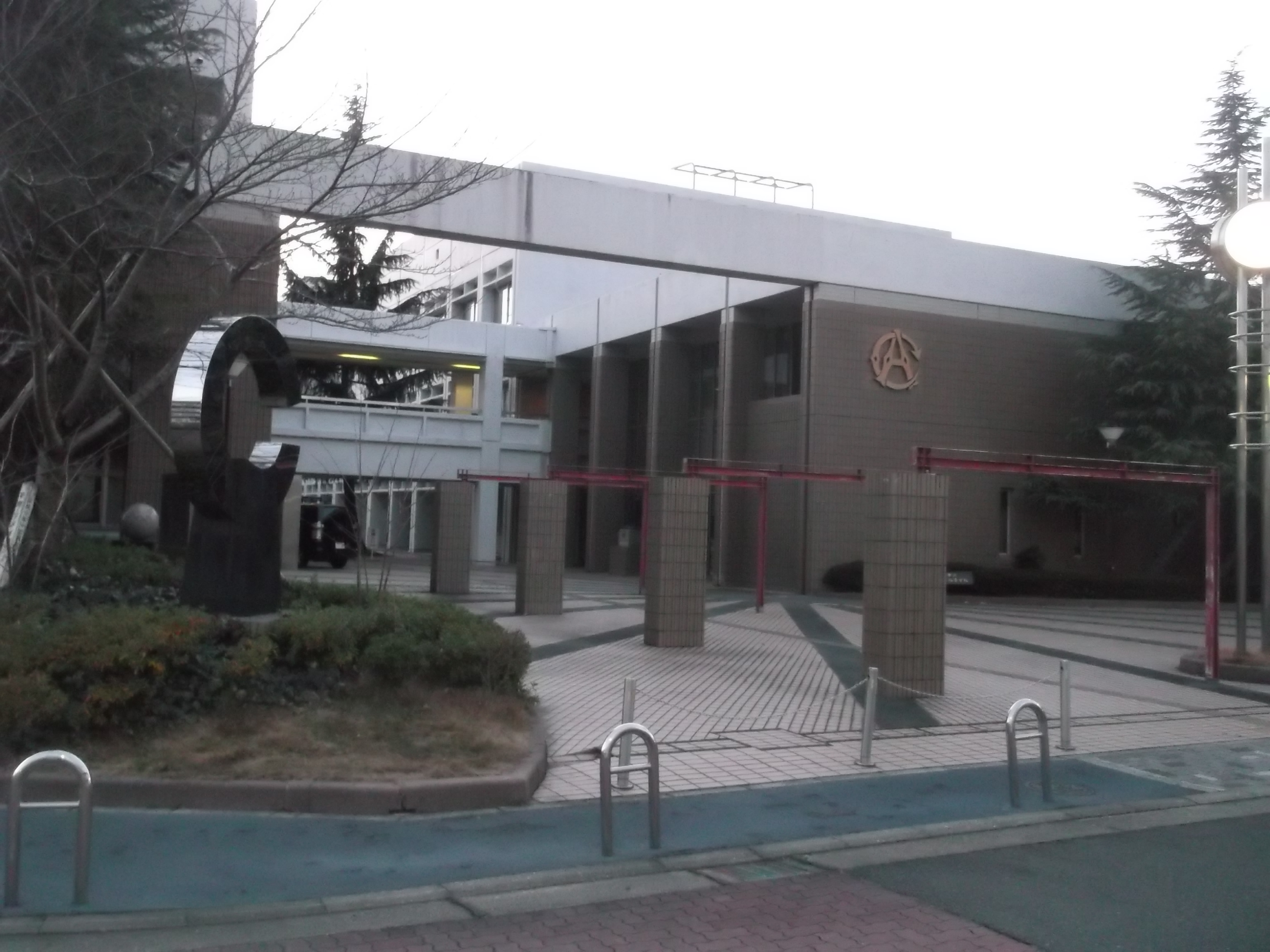
名古屋市立名古屋商業高等学校

- 平和公園
- 鹿子公園
- 覚王山北山霊苑
- 千種消防署
- 愛知県がんセンター
- 猫ヶ洞池
- 名古屋市動物愛護センター 愛護館
- 東名古屋画像診断クリニック
- 愛知県精神医療センター
- 名古屋自由ケ丘郵便局
- 名古屋希望丘郵便局
- 愛知工業大学自由ヶ丘キャンパス
- 名古屋市立自由ヶ丘小学校
- 名古屋市立富士見台小学校
- 名古屋市立千種台中学校
- 名古屋市立名古屋商業高等学校
- 愛知県立名古屋聾学校
- マックスバリュ自由ヶ丘店
- 自由ヶ丘プラザ
- 富士見台フランテ
- 愛知中学校・高等学校
  - ※ 基幹バス他光が丘のほうが近い。

## バス路線

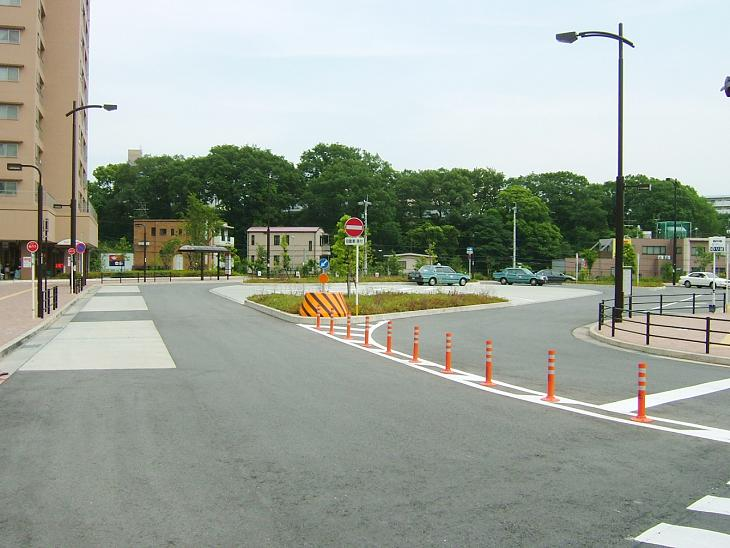
地下鉄自由ヶ丘バスターミナル

2番出入口に隣接した交通広場を発着する。途中停留所となる系統も一度ターミナルに入り、客扱いを行う。
名古屋市営バス：地下鉄自由ヶ丘バス停
- 星丘11系統：星ヶ丘・猪高車庫 - 地下鉄自由ヶ丘
- 池下11系統：池下 - 地下鉄自由ヶ丘 -  猪高車庫
- 千種巡回系統：地下鉄自由ヶ丘 - 地下鉄自由ヶ丘
- 猪・名系統：猪高車庫 - 地下鉄自由ヶ丘 - 名古屋大学・妙見町

## 隣の駅
名古屋市営地下鉄
 名城線
茶屋ヶ坂駅 (M15) - 自由ヶ丘駅 (M16) - 本山駅 (M17)